# Forerunner
 (août 2025).
Motif : Absence de sources secondaires centrées.
- Archive Wikiwix
- Bing
- Cairn
- DuckDuckGo
- E. Universalis
- Gallica
- Google
- G. Books
- G. News
- G. Scholar
- Persée
- Qwant
- (zh) Baidu
- (ru) Yandex
- (wd) trouver des œuvres sur Wikidata

| 1. | Préciser le motif de la pose du bandeau. | Précisez le motif de la pose du bandeau en utilisant la syntaxe suivante : {{admissibilité à vérifier\|date=août 2025\|motif=remplacez ce texte par le motif}}                  |
| 2. | Informer les utilisateurs concernés.     | Pensez à avertir le créateur de l'article, par exemple, en insérant le code ci-dessous sur sa page de discussion : {{subst:avertissement admissibilité à vérifier\|Forerunner}} |

Les Forerunners sont des créatures de fiction dans l'univers de la franchise Halo. Cette civilisation constitue une des cinq « factions » principales de l'univers. Brillants, les Forerunners édifièrent de nombreuses constructions spatiales gigantesques dans tout leur vaste empire.
Cependant, cette civilisation n'est que citée dans la plupart des jeux et romans halo et ne fait réellement sa première apparition que dans le livre Halo Cryptum de Greg Bear, qui donne beaucoup d'informations sur leur civilisation. Leur apparence est révélée dans Halo 4 ou deux d'entre eux seront présents. Les seuls vestiges laissés par les Forerunners sont quelques-unes de ces fameuses constructions spatiales, les plus importantes étant les sept installations annelées restantes dites « Halos » sur les douze d'origine et l'Installation 00 également nommée « Arche ». La disparition de la civilisation Forerunner est de loin antérieure aux premiers faits rapportés dans l'univers Halo. Les Forerunners laissèrent également en plus de leurs constructions de nombreux artefacts de toutes sortes. Mais nous pouvons supposer qu'ils laissèrent aussi derrière eux l'espèce humaine car ils sont à un moment appelés vos aïeux par le dernier des prophètes.
Les principaux personnages affiliés aux Forerunners sont les Monitors 343 Guilty Spark, 2401 Penitent Tangent et 049 Abject Testament (ce dernier ayant été dévoilé par 343 Industries dans un des terminaux du nouveau jeu, Halo Combat Evolved Anniversary). De nombreux easter eggs font référence aux Forerunners tout au long de la saga. On peut trouver des informations à leur propos grâce à des terminaux disséminés au sein du jeu.

## Histoire
Les Forerunners constituèrent une brillante civilisation, plusieurs centaines de millénaires avant la nôtre. Leur gigantesque empire en faisait les « maîtres » de l'univers de l'époque. Pacifiques, ils préféraient se distinguer par leur technologie remarquablement avancée que par une politique d'invasion militaire des autres peuples. Leur civilisation aurait apparemment succédé à une autre, que les Forerunners nommèrent les « Précurseurs » (ironiquement, c'est le nom que les Covenants et les humains donnent à la civilisation « Forerunner », qui signifie « Précurseur » en anglais).
Vers 100 000 ans avant notre ère (d'après le calendrier de l'univers Halo), les Forerunners entrèrent en contact avec une race extragalactique fortement belliqueuse qu'ils nommèrent le « Parasite », à cause de leur cycle vital qui nécessitait de s'emparer de la biomasse d'un autre corps pour survivre et se reproduire.

Incapables de vaincre ou même de contenir cette race malgré leur technologie, les Forerunners décidèrent en dernier recours d'édifier douze vastes constructions spatiales. Sur les douze d'origine, il n'en reste que sept appelées installations 01 à 07, ou « Halos », dispersées dans la galaxie. Ces anneaux, d'un diamètre de 10 000 kilomètres, possèdent un rayon d'action de 25 000 années-lumière maximum. Cependant, ce rayon d'action augmente si les sept Halos sont activés simultanément grâce à l'Installation 00. Ce rayon d'action augmenterait encore si les douze Halos d'origine étaient activés par l'Arche.
Reproduisant une atmosphère analogue à celle de la Terre (ou peut être des planètes que les Forerunners habitaient), ces anneaux furent également pourvus d'un impressionnant système d'armement permettant de ravager toute vie dans un vaste périmètre de l'espace. Les anneaux furent placés de manière à couvrir la totalité de l'univers connu des Forerunners. Le Parasite y fut parqué. Les recherches menées par les Forerunners sur cette espèce leur prouvèrent que la seule solution leur permettant de vaincre le Parasite était de les empêcher de s'étendre et de les retenir sur les anneaux. Afin de s'assurer qu'il n y aurait pas d'échappatoire pour le Parasite, chaque installation fut pourvue d'intelligences artificielles autonomes, les Monitors, eux-mêmes entourés de robots de combat, les Sentinelles et les Exécuteurs. L'armement de ces machines fut spécialement conçu pour lutter contre le Parasite et leur état de machine les rendaient insensibles à l'infection parasitaire.
L'Installation 00 ou Arche fut bâtie à l'extérieur de notre galaxie, et devait servir de poste d'activation de secours. Finalement, les Forerunners activèrent les sept Halos afin d'éviter que le Parasite ne puisse s'échapper des anneaux, détruisant leur civilisation ainsi que de nombreuses autres espèces.
D'après les artefacts laissés par cette civilisation, il est plausible de dire que leur empire englobait le système solaire, notamment de par la présence du système d'activation du portail vers l'Arche, construit au Kenya, près de la future ville humaine de New Mombasa. Il est également possible que les Forerunners aient vécu sur les planètes Shanghelios (monde natal des Shangheili) et la planète natale des San 'Shyuum.
Les héritiers de cet empire sont les humains, « jumeaux » en quelque sorte des Forerunners tous deux ayant été créés par les Précurseurs des millénaires avant la guerre Humano-Forerunner et Humano-Covenants,.
Toutefois, les Forerunners et les humains sont deux races bien distinctes. Découvrant des vestiges de leur prestigieuse civilisation sur leur planète, les San 'Shyuum vénérèrent les Forerunners comme des dieux et bâtirent un culte entier à leur gloire, qui deviendra ensuite le culte de l'Alliance Covenante.

## Organisation et mode de vie
Les Forerunners sont une race intelligente et sage ayant un tel niveau de technologie qu'ils ont réussi à augmenter leur longévité à plusieurs milliers d’années. Quand l'un d'entre eux meurt, il s'agit presque uniquement d'accident ou de mort au combat. Pour cela, ils sont équipés d'une armure spéciale qui ne les quitte jamais et qui leur fournit eau, nourriture et même oxygène si besoin. Un Forerunner peut donc survivre dans un environnement hostile sans nourriture ni eau et également sans sommeil car la combinaison permet au corps de bénéficier des avantages du sommeil sans dormir. Sans leur combinaison, les Forerunners redeviennent de simples êtres au même niveau que l'homme, et voient leurs chances de survie fortement réduites. En raison de leur vulnérabilité au monde extérieur, peu d'entre eux ont déjà consenti à l'enlever. La vie d'un Forerunner se compose de plusieurs phases dites de mutation, où l’individu évoluera physiquement pour se spécialiser dans l'activité principale de celui-ci (forts et peu gracieux pour les soldats, élégants et beaux pour les dirigeants). Ayant une vie très longue, les signes de vieillissement sont peu ou pas visibles sur les Forerunners d'âge avancé.
Les Forerunners obéissent à un précepte appelé "Le Manteau" qui prône la paix et l’équilibre de la vie dans l'Univers. De ce fait, ils se considèrent comme la race la plus évoluée et se sont donné la mission de faire respecter le Manteau dans toute la galaxie. Leur société se divise en castes, chacune s'occupant d'une partie différente de la société Forerunner (politique, militaire, etc). À sa tête siège un grand conseil où chaque caste est représentée et prend les décisions ou règle les problèmes. Physiquement, les Forerunners sans leur armure ont en fait un nez absent, avec deux fentes, comme un chat ou un reptile, ont de la fourrure à certaines parties de leur tête et des yeux jaunes. Le Didacte et la Bibliothécaire sont les deux premiers Forerunners à visage découvert qui apparaissent dans la saga, dans Halo 4.

## Art et architecture
L'architecture Forerunner est remarquable par son aspect lisse, son style géométrique mais également pour la taille généralement énorme des constructions. Cette architecture est très élaborée, avec de nombreuses extrapolations du design basique de la structure, dans un but purement décoratif. Les Forerunners utilisent des formes géométriques apparaissant dans des dimensions bien supérieures à ce que les constructions humaines basiques sont généralement. Les intérieurs sont décorés par un réseau complexe de lignes raides et des touches décoratives. Le design des bâtiments et des armes est réalisé dans la même optique. Les Sentinelles possèdent un petit script holographique Forerunner dans leur « yeux ».
La civilisation Forerunner est à l'origine des Halos, armes de destruction massive qui représentent l'enjeu du conflit sur lequel se focalise la série. Immenses structures habitables en forme d'anneau, similaires aux orbitales de l'univers des romans de La Culture de Iain Banks, ou à l'Anneau-Monde de l'écrivain Larry Niven,, ces armes sont convoitées par l'Alliance Covenante pour des motifs relevant du fanatisme religieux, que l'on peut résumer par un génocide de toute forme vivante dans la galaxie.

### Constructions

#### Halos
Les Halos sont de vastes structures annelées de 10 000 km de diamètre et de 22 km d'épaisseur. Pourvus d'une atmosphère « terrestre », les anneaux furent dotés d'un vaste réseau de complexes de toutes sortes, ainsi que de souterrains où furent probablement parqués le Parasite. Leur unique rôle était de stopper l'expansion du Parasite en remplissant trois fonctions :
- Étudier le Parasite.
- Maintenir le Parasite à sa surface sous la surveillance des Sentinelles et d'un Monitor, programmés pour réprimer toute tentative de fuite grâce à des armements spécialement conçus pour détruire toute forme du Parasite[8].
- Détruire toute vie possédant assez de biomasse pour être infectée par le Parasite au moyen d'un système d'armement intégré à la machinerie de l'anneau.

Le système d'armement des anneaux est soumis à un protocole d'activation complexe. Un Forerunner, ou un de leurs descendant humains, doit être repéré par le Monitor de l'installation et doit assumer la fonction de « Dépositaire » ("Reclaimer" en V.O), en allant chercher l'Index, clé d'activation, au centre d'un vaste complexe situé sur chaque anneau et nommé Bibliothèque. Une fois cette opération accomplie, le Monitor récupère l'Index pour le protéger de l'infection du Parasite, et guide le Dépositaire jusqu'à la salle de contrôle, ou Noyau, où l'Index doit être placé pour permettre l'activation et l'accomplissement de la procédure de « Confinement » (qui correspond exactement au « Grand Voyage » Covenant : activer l'armement de l'anneau pour détruire toute vie alentour).
Les sept Halos couvrent une vaste partie de l'univers connu des Forerunners, permettant en cas d'activation complète de détruire toute vie pensante dans cet univers. C'est d'ailleurs ce qui fut fait 100 000 ans avant les événements du jeu.
Les Halos sont nommés « Anneaux Sacrés » par les Covenants.

#### Arche
L'Arche, ou Installation 00, est située dans une région de l'espace à l'abri des tirs des Halos. Le Parasite n'en connait pas l'existence. L'Arche est bien plus grande que les Halos et est activée uniquement si la phase d'activation d'un des anneaux est interrompue intempestivement.

Elle est pourvue d'installations similaires à celles des Halos, si ce n'est qu'il n'est pas nécessaire d'utiliser un Index pour activer l'Arche. L'Arche ne possède pas d'armement intégrée mais est reliée aux sept Halos et permet d'activer le réseau entier simultanément lorsque le système a été interrompu et est passé en « phase de veille ».
L'Arche peut également construire un Halo de remplacement en cas de défaillance d'un des anneaux. Ainsi, après la destruction de l'Installation 04 dans Halo: Combat Evolved, l'Arche construisit un nouveau Halo rigoureusement identique pour le remplacer.
L'Installation 00 fut endommagée et peut-être même détruite en 2552 par John-117 et l'Arbiter, qui activèrent prématurément le Halo qu'elle avait construit pour remplacer l'Installation 04.

#### Onyx
XF-063, usuellement nommée Onyx, est une vaste construction de la taille d'une planète. Sa surface est habitable, mais sa structure interne est en fait composée de milliards de Sentinelles agglomérées ensemble. L'unique but de cette construction était de protéger l'accès au Monde Bouclier.
Onyx a une atmosphère gazeuse à base d’oxygène et d’hydrogène, une pression qui peut accueillir la vie humaine avec un cycle climatique tempéré. Il a également une faune et une flore abondante, dont certaines espèces sont comestibles et ne posent pas de danger particulier. La transplantation des espèces de la Terre était possible.
Certaines anomalies ont été notables comme l’absence d’activité tectonique, un exceptionnel champ de force magnétique planétaire, et légèrement plus élevé que la normale : un rayonnement de radiations souterraines.
Onyx a été découvert par le Corps d’ingénierie de l'UNSC vers le mois de mai 2491. Dans le rapport ENGCORP n° A76344, le capitaine Lambert DF a déclaré: «XF-063 est un joyau rare » et il a recommandé la colonisation.

#### Monde Bouclier
Le Monde Bouclier est une sphère de Dyson contenant un environnement vivable pour des Forerunners et des humains. Selon Catherine Halsey, elle fut construite par les Forerunners comme abri de protection après l'activation des anneaux. Son accès n'est d'ailleurs possible qu'en cas d'activation imminente des Halos, comme ce fut le cas en 2552. Étrangement, le Monde Bouclier était désert lorsqu'il fut visité par les humains dans Ghosts of Onyx, ce qui impliquait que les Forerunners ne s'en étaient probablement pas servi.
Cependant, grâce à certaines informations recueillies dans les sphères de savoir disséminées dans l'installation 00, on peut affirmer que ce monde bouclier était en fait une arche temporaire où les vaisseaux-clés (vaisseaux permettant d'activer le passage vers l'installation 00) pourraient se poser en attendant la fin du cycle de nettoyage des halos pour retourner sur les planètes desquelles ils étaient partis afin de recréer la vie. Ayant auparavant déjà indexé toute forme de vie présente sur ces planètes dont les Forerunners. L'une de ces planètes artificielles, nommée Requiem est visité par John 117 dans Halo 4. Cette dernière abritait le Didacte, l'ancien chef des armées Forerunners et ses soldats robotisés, les Promothéens.

#### Plate-forme d'extraction de Threshold
La plate-forme d'extraction de Threshold est une station gazière extrayant depuis la géante gazeuse proche de Threshold, dans le système éponyme, tout près de l'Installation 04. Un laboratoire d'étude du Parasite y fut également implanté. Après l'activation des Halos, la station resta désaffectée jusqu'en 2552. 343 Guilty Spark, fuyant son Installation 04 qui venait d'être détruite par John-117 à la fin de Halo: Combat Evolved, s'y installa et rencontra peu de temps après un Shangheili de l'Alliance Covenante nommé Sesa 'Refumee. Spark enseigna à 'Refumee les secrets des Halos, et du même coup ce qui se cachait derrière le but poursuivi par les chefs de l'Alliance Covenante, le « Grand Voyage ». Comprenant que cela impliquait la mort de toute vie pensante dans la galaxie, 'Refumee fit scission avec l'Alliance et tenta de convaincre les autres de faire de même. Ceux qu'il avait convaincu s'installèrent à ses côtés dans la plate-forme, qui devint leur base. Les formes de Parasite prisonniers les laboratoires furent involontairement libérés lorsque l'Arbiter et Rtas 'Vadumee furent envoyés sur la station pour éliminer 'Refumee et réprimer son mouvement dit « hérétique ».
L'Arbiter détruisit la station en la détachant de son « câble gravitationnel », l'entraînant dans le puits gravitationnel de Threshold avec tout ce qu'elle contenait.

### Machines

#### Monitors
Les Monitors sont des IA autonomes chargées de la gestion des Halos. Chaque Monitor est programmé pour respecter le protocole d'activation des anneaux à la lettre dès lorsqu'une « éruption » du Parasite a lieu dans l'installation dont il a la charge. Les numéros d'identification des Monitors sont tous connus, étant tous des puissances de 7 à divers exposants. En revanche, seuls les noms des Monitors des installations 04 et 05 sont connus, car ils sont les seuls à apparaître dans les jeux et les romans. Le tableau suivant indique les numéros d'identification, le nom, l'installation dont le Monitor a la charge et enfin la traduction de son nom.
|            | Installation 01 | Installation 02 | Installation 03  | Installation 04    | Installation 05       | Installation 06 | Installation 07 |
| Numéro     | 01              | 07              | 049              | 343                | 2401                  | 16807           | 117649          |
| Nom        | -               | -               | Abject Testament | Guilty Spark       | Penitent Tangent      | -               | -               |
| Couleur    | -               | -               | Orange           | Bleu               | Rouge                 | -               | -               |
| Traduction | -               | -               | Testament Abject | Etincelle Coupable | Tangeante de Pénitent | -               | -               |

Au niveau de leur personnalité, les Monitors semblent identiques. Ils réagissent toujours de la même façon en voyant un humain, le considérant comme un Dépositaire, et connaissant parfaitement tous les recoins de l'anneau dont ils ont la charge. De plus, les Monitors développent une personnalité excentrique et parfois déraisonnable, aimant plaisanter ou s'auto congratuler. Ce comportement est peut-être dû à leur âge avancé, chaque Monitor ayant été intégré à son anneau dès la construction de ce dernier. Alors qu'on les pensait dépourvus d'armement, on voit dans Halo 3 que 343 Guilty Spark possède un équipement de combat : un laser plus évolué que celui des Sentinelles et un bouclier d'énergie.
Les Monitors sont nommés « Oracles » par les Covenants.

#### Robots
Il existe trois sortes de robots Forerunners dans les différentes installations :
- Les Sentinelles sont des robots de combat dont la fonction est de sécuriser les installations Forerunners contre le Parasite. Elles sont grises (Sentinelles Mineures) ou dorées (Sentinelles Majeures) et possèdent un laser, et les dorées possèdent en plus un bouclier énergétique. Les Sentinelles s'activent en cas d'éruption du Parasite. Les Sentinelles apparaissent dans tous les jeux vidéo Halo et dans Halo : Parasite. Les Sentinelles d'Onyx sont différentes et apparaissent dans Halo: Ghosts of Onyx. Les Sentinelles sont considérés comme les « Guerriers Saints des Anneaux Sacrés » par les Covenants[14].
- Les Exécuteurs sont de gigantesques machines de combat destinées à enrayer une très violente éruption du Parasite. Armées d'un bouclier énergétique les protégeant des attaques frontales, les Exécuteurs possèdent également deux puissantes pinces leur permettant de saisir un objet situé sous leur ventre et de le broyer. De plus, ils disposent d'une arme évoquant le Needler Covenant, projetant des pics rouges. Ils ont aussi un système d'armement ressemblant à un lance-grenades. La seule éruption nécessitant l'intervention d'Exécuteurs fut celle de l'Installation 05 dans Halo 2.
- Les Constructeurs sont de petits robots dépourvus de systèmes de combat et attachés uniquement à la réparation des structures Forerunners des anneaux. On les voit dans le niveau L'Icône Sacrée de Halo 2, Ainsi que dans les cartes multijoueurs "Construction" et "isolement" de Halo 3
- La Strato-Sentinelle est une variante de Sentinelle Forerunner. Elles ont été conçues pour excaver les ressources minières lunaires situées dans le milieu de l'installation 00, pour aider à la construction de l'installation de remplacement 04. Elles ont également été utilisées dans la construction du portail de la Terre, dans l'actuel pays du Kenya.
- Les sentinelles d'Onyx sont des machines électromécaniques construites par les forerunners et ayant une configuration variable. Étant donné que l'on en connait pas leur grade exact, on les appelle du lieu d'où elles ont été aperçues, c'est-à-dire de la planète artificielle nommée Onyx qui était composée de trillions de machines. On ne sait pas si le même modèle se trouve ailleurs. C'est une variante des constructions standards de sentinelles.

Les sentinelles d'Onyx pourraient partager le même aspect que celui des monitors : D'une sphère ronde et d'un "œil" central doré. Cet œil est leur armement : Elles le chargent avant de lâcher un rayon dévastateur. Il y aurait trois barres en métal s'étendant aux points équidistants à la surface de la sphère centrale.
Les sentinelles d'Onyx ont également une technologie anti-gravité leur permettant de voler jusque dans l'espace extra-atmosphérique. Cependant, elles volent généralement à une hauteur de 3 mètres dans leurs déplacements. Elles peuvent également utiliser le réseau de communication de l'UNSC et parler le latin.
- Le Gatherer (Rassembleur en français) est une machine Forerunner présente sur l'Installation 1-4, sous le contrôle de 686 Ebullient Prism. Leur rôle semble être de prélever des spécimens biologiques, afin qu'ils soient étudiés dans l'installation.

Il existe sur le monde bouclier Requiem, 3 genres d'IA de combat qui sont plus perfectionnées que les simples sentinelles : 
- Les Rampants sont des robots de combat qui protégeaient le monde bouclier Requiem. Se déplaçant à 4 pattes, ils disposent d'une grande agilité et peuvent grimper au mur. Ils sont équipés d'armes à distance qui varient du simple pistolet au fusil sniper, le tout intégré à leur tête. Ils disposent également de pinces tranchantes sur cette dernière ainsi que des griffes. Ils attaquent en meute et sont au service des Prométhéens. Ils sont relativement simples à tuer, un tir précis dans la tête sera suffisant mais le combat au corps a corps avec une meute peut se révéler risqué.
- Les Gardiens sont des drones qui sont utilisés par les Prométhéens. Ils peuvent servir à déployer un bouclier devant leurs alliés, activer une tourelle de défense, ramener ses compagnons à la vie et peuvent également être utilisés comme soutien de tir. Ils sont vifs et particulièrement difficiles à viser, leur élimination sera souvent capitale dans la réussite d'un combat contre un Prométhéen.
- Les Prométhéens sont des robots spécialement conçus pour le combat. Ils ont été créés par le Didacte, le chef de la caste milliaire Forerunner. Ils ont été créés pour endiguer l'invasion du parasite et ainsi proposer une alternative au Halo mais, cela échoua et ils furent enfermés sur le monde bouclier Requiem avec leurs maître. D'apparence massive, et armés d'armes Forerunner sophistiqués ainsi qu'une lame à énergie pour le combat rapproché, ils sont souvent accompagnés de Rampants et peuvent faire sortir des Gardiens de leurs dos. Ils sont d'une grande intelligence et disposent d'un système de téléportation pour se mettre a couvert en cas de besoin. Le Master Chief les affronte dans halo 4.

### Artefacts
Les Forerunners ont laissé malgré leur disparition de nombreux vestiges partout dans leur empire. La plupart sont des objets où sont inscrits des glyphes indiquant généralement des coordonnées spatiales, comme le cristal Forerunner ou la « pierre » de Côte d’Azur, apparaissant respectivement dans Halo : Opération First Strike et Halo : la Chute de Reach. Le cristal Forerunner altère également la gravité, provoque de nombreuses distorsions et émet de fortes radiations.
Le plus vaste artefact Forerunner connu est le Portail, situé sur Terre, au Kenya, près de la ville fictive de New Mombasa. Cet artefact est enterré sous terre et nécessite pour être activé qu'un vaisseau Forerunner soit posé au centre de sa structure. Une fois activé, l'artefact génère un portail menant à l'Installation 00. 
Dans les mondes-boucliers et caché dans la galaxie se trouvent de multiples vaisseaux spatiaux Forerunners prêts à l'emploi. La technologie Forerunner ne peut être activée et utilisée que par les leurs ou par des humains.

#### Médias
- [image] Glyphes Forerunners constituant un possible alphabet
- [image] Possible image d'un Forerunner (peut être infecté par le Parasite) à la gauche de l'image
- [image] Silhouette du vaisseau Forerunner de Grande Bonté et comparaison de la taille par rapport à des objets Covenants